# Cryptobranchoidea
Cryptobranchoidea é uma subordem de anfíbios caudados. Seus membros podem ser encontrados nos Estados Unidos, China e Japão. O clado é monofilético.
Inclui as famílias:
- Cryptobranchidae Fitzinger, 1826
- Hynobiidae Cope, 1859